# Запис Бошковића дуд (Извор)
Запис Бошковића дуд (Извор) се налази на парцели чији је власник Бошковић Видан.

## Локација
| Општина             | Параћин                                                          |
| Катастарска општина | Извор                                                            |
| Потес               | Плочник                                                          |
| Координате          | 43° 51′ 57″ С; 21° 34′ 41″ И / 43.8658° С; 21.578099999999999° И |
| Надморска висина    | 236m                                                             |

## Карактеристике
Дендрометријске вредности утврђене на терену и сателитским снимцима:
| Стабло                     | Дуд |
| Висина стабла              | m   |
| Обим дебла                 | m   |
| Пречник крошње             | 10m |
| Пречник дебла              | m   |
| Висина дебла до прве гране | m   |

## База записа
Запис је у оквиру Викимедија пројекта "Запис - Свето дрво" заведен под редним бројем 0398.